# OGAE
OGAE (Organisation Générale des Amateurs de l'Eurovision) är en internationell fanklubb till Eurovision Song Contest. Den har förgreningar i 42 europeiska länder. 

## Historik
Trots att Eurovision Song Contest startade 1956, grundades inte OGAE förrän 1984 och det skedde i Finland. Alla länder som deltar eller har deltagit tidigare i tävlingen kan ha en nationell förgrening och de flesta har det. Övriga länder tillhör den så kallade OGAE Rest of World, grundad 2004. 
Bland klubbens återkommande evenemang märks de fyra internetbaserade tävlingarna 
OGAE Song Contest, Second Chance Contest, Video Contest och Homecomposed Song Contest. 

## Melodifestivalklubben
Den svenska förgreningen, OGAE Sweden, kallas även Melodifestivalklubben. Klubben bildades 1985 av Leif Thorsson och har idag flera hundra medlemmar. Varje höst arrangeras klubbträff och årsmöte där Melodifestivalsartister brukar uppträda för medlemmarna. Genom åren har klubben fått besök av exempelvis Magnus Carlsson, Jan Johansen, Chiara, Ann-Louise Hanson, Elisabeth Andreassen, Towa Carson, Sanna Nielsen, Lys Assia och Maarja-Liis Ilus.
Klubben har även lokala samordnare runt landet som arrangerar mindre träffar för medlemmar i regionen. 

### Ordförande
Den svenska klubbens ordförande har genom åren varit följande.
- Leif Thorsson (1985-1995)
- Björn Johansson (1995-2002)
- Tobias Larsson (2002-2003)
- Annika Jansson (2003-2004) (innan dess vik. ordförande under Larssons utlandsvistelse)
- Martin Bertilsson (2004-våren 2005)
- Matthias Mattsson (våren 2005-hösten 2005)
- Maria Niklasson (2005-2009)
- Jens Johansson (2009-2011)
- Mattias Johansson (2011-2013)[3]
- Bengt-Urban Fransson (2013-2015)
- Pia Andersson (2015) (tillförordnad)
- Ida Sandahl (2015-2017)
- Alexander Borodin (2017-2021)
- Sophia Ahlin (2021-)